# Rimbachia arachnoidea
Rimbachia arachnoidea är en svampart som först beskrevs av Peck, och fick sitt nu gällande namn av Redhead 1984. Enligt Catalogue of Life ingår Rimbachia arachnoidea i släktet Rimbachia,  och familjen Tricholomataceae, men enligt Dyntaxa är tillhörigheten istället släktet Rimbachia,  och familjen trådklubbor. Arten är reproducerande i Sverige. Inga underarter finns listade i Catalogue of Life.